# Зелёный Фонарь: Изумрудные рыцари
Зелёный Фонарь: Изумрудные рыцари (англ. Green Lantern: Emerald Knights) — анимационный фильм компании Warner Bros. Animation по мотивам комиксов Зелёный Фонарь издательства DC Comics. Фильм не является прямым продолжением первой части — «Зелёный Фонарь: Первый полёт», — он более подробно рассказывает о других членах корпуса, таких как Абин Сур, Лэйра, Киловог и Мого, однако включает камео Зелёного Фонаря Ч’п, который упоминает о своей роли в событиях первого фильма.
Фильм был выпущен 7 июня 2011 года и стал одиннадцатым фильмом, входящим в состав Оригинальных анимационных фильмов вселенной DC, а также вторым фильмом в формате антологии после «Бэтмен: Рыцарь Готэма». Отзывы критиков о фильме были большей частью положительны.

## Сюжет
Солнце родной планеты Зелёных Фонарей Оа, становится вратами для Кроны, злого тирана из Анти-материальной Вселенной, который в прошлом стремился уничтожить всё живое. В качестве меры предосторожности Стражи Вселенной, начинают эвакуацию с Оа всех ценных артефактов, таких как Центральная Батарея. Стоя в очереди чтобы зарядить своё кольцо от Батареи, новобранец Корпуса Зелёных Фонарей Арисия Рраб, беседует с Хэлом Джорданом, и выражает свою неуверенность в качестве Зелёного Фонаря, на что Хэл рассказывает ей историю о Первом Фонаре.

### Первый Фонарь
Четыре первых фонаря отправлены Хранителями остановить вторжение расы воинственных пришельцев. Среди них — Авра, обычный писарь, которого кольцо выбрало в последний момент. В ходе битвы один из фонарей погибает, трое скрываются на астероиде. Они решают отступить, так как силы не равны, но Авра не хочет сдаваться. В битве с вражеским флотом ему удается создать первую конструкцию из зеленого света — меч. Остальные фонари, воодушевленные его примером, уничтожают захватчиков. Далее показано, что кольцо Авры сменило много носителей, и в конце концов досталось Абин Суру, а затем Хэлу Джордану.

### Киловог
История о начале пути Киловога как Зеленого Фонаря. Он только вступил в Корпус и волнуется за беременную жену, которую оставил на родной планете. Попав под командование сержанта Дигана, Киловог с группой новобранцев (среди которых также присутствует другой известный член корпуса, Томар-Ре), отправляется на курс тренировок, который включает в себя подъем из жерла извергающегося вулкана и выживание в зыбучих песках — все это без применения колец. Диган относится к новичкам с нескрываемым презрением, что выводит Киловога из себя. Сержант и новобранец снимают кольца и завязывают драку, но в разгар боя им приходит сообщение — ближайший город атакован. Диган возвращает кольца новичкам, приказывая им охранять мирное население, пока он не разберется с захватчиками. После взрыва, вызванного уничтожением лазерной пушки, сержант падает без сознания, и остатки армии врага готовятся его добить. Киловог приходит на помощь, но уже слишком поздно — Диган умирает у него на руках, последними словами отдавая дань его мужеству и стойкости. Как показано далее, Киловог перенял повадки и некоторые выражения Дигана, когда сам стал инструктором.

### Лайра
Получает Кольцо Зелёного Фонаря во время вражеского набега на свою родную планету. Через какое-то время её планета по неизвестной причине объявлена вне закона за геноцид, и Лайра направлена туда, чтобы навести порядок. Прибыв на родину, она убивает мачеху и старшего брата, вынуждает собственного отца покончить с собой и возвращается назад с чувством выполненного долга.

### Мого
Болфунга Неумолимый — самый сильный воин галактики, постоянно ищет приключений и достойных врагов. Ему бросает вызов Клоба Вад — голем-титан с четырьмя руками, которого Болфунга с легкостью побеждает. В качестве последней насмешки Клоба рассказывает ему о Мого — величайшем воине, который никогда не проигрывал. Болфунга немедленно отправляется на поиски, высаживаясь на указанную ему планету. Не найдя там никаких следов цивилизации, он выпускает поисковых дронов, и следует за ними, прорубаясь сквозь непролазные джунгли. После месяцев поисков Болфунга отчаивается, и прибегает к последнему плану — покрывает планету сетью бомб, которые одновременно взрываются, надеясь так выкурить Мого из убежища. Однако оказывается, что Мого — и есть планета, гигантский живой организм, который мгновенно излечивает себя. Болфунга пытается сбежать, однако Мого уничтожает его корабль в атмосфере.

### Абин Сур
На Абин Сура нападает Атроцитус — враг Хранителей Вселенной. Заряд кольца почти на исходе, а батарея силы оказывается у врага. Синестро приходит на помощь в последний момент, Атроцитус в отчаянии пытается уничтожить батарею, чуть было не взорвав при этом город. Синестро и Абин все же останавливают его, и конвоируют в тюрьму на планету Исмолт. Синестро рассказывает, что Атроцитус — член Пяти Инверсий, и уже несколько столетий пребывал в заточении, а также якобы способен видеть будущее. По дороге друзья разговаривают о судьбе — Абин уверен, что именно она свела их вместе, Синестро же считает это делом случая. Позже он отлучается, и Атроцитус начинает рассказывать Суру про судьбу Зеленых Фонарей, о его смерти и гибели всего корпуса и восхождении корпуса Синестро — банды самых отъявленных негодяев вселенной, чья сила основана на жёлтой энергии страха. Абин отказывается верить, хоть и признает, что все смертны и он смерти не боится. Как показывает история, Сур действительно погиб, и пророчества Атроцитуса начинают сбываться.

### Изумрудные рыцари
Давний враг Хранителей Вселенной — Крона — вырывается из вселенной Антиматерии, ведя с собой армию Теневых Демонов. Силы корпуса недостаточно, чтобы сломить его сопротивление, и Арисия предлагает выход — так как Крона — существо из антиматерии, столкновение с материей уничтожит его. Фонари решают запустить в Крону планетой Оа, им на помощь приходит Мого. После победы временная база Фонарей располагается на поверхности Мого, а имя Арисии теперь вписано в книгу Оа.

## В ролях
- Нейтан Филлион — Хэл Джордан
- Джейсон Айзекс — Синестро
- Элизабет Мосс — Арисия Рраб[10]
- Генри Роллинз — Киловог[11]
- Арнольд Вослу — Абин Сур
- Келли Ху — Лэйра
- Грей Делайл — Рее-ю, Будикка, Ардакин Тоул
- Стивен Блум — Ранакар, Г’ху, Клоба Вуд
- Тони Амендола — Аппа Али Аппса, Кентор
- Майкл Джексон — Гантет
- Питер Джесоп — Салаак
- Дэвид Кауфман — Рубин
- Джеймс Арнольд Тэйлор — Томар-Ре
- Брюс Томас — Атроцитус
- Андреа Романо — кольцо Абин Сура, кольцо Дегана
- Уэйд Уильямс — Деган
- Митчелл Уитфилд — Эвра
- Брюс Тимм — Галиус Зед
- Джейн Сингер — Вачет
- Родди Пайпер — Болпхунга
- Сунил Малхотра — корабль Болпхунга
- Гвендолин Йео — Блю